# Wyry (Sarny)
Wyry (ukrainisch Вири; russisch Виры Wiry, polnisch Wiry) ist ein Dorf in der ukrainischen Oblast Riwne mit etwa 2000 Einwohnern (2020).
Das erstmals 1597 schriftlich erwähnte Dorf liegt im Osten des Rajon Sarny im Polesischen Tiefland (Поліська низовина), einem Teil des Ukrainischen Schilds auf einer Höhe von 172 m, 35 km südöstlich vom Rajonzentrum Sarny und etwa 105 km nordöstlich vom Oblastzentrum Riwne. Wyry wurde durch die Nuklearkatastrophe von Tschernobyl in Mitleidenschaft gezogen und liegt heute in der noch immer radioaktiv belasteten erweiterten Sperrzone von Tschernobyl.
Durch das Dorf verläuft die Territorialstraße T–18–11 und sechs Kilometer nördlich von Wyry verläuft die M 07/ E 373. Westlich der Ortschaft verläuft die Bahnstrecke zwischen Selyschtsche (Селище) und Klessiw.

## Verwaltungsgliederung
Am 12. Juni 2020 wurde das Dorf zum Zentrum der neugegründeten Landgemeinde Wyry (Вирівська сільська громада/Wyriwska silska hromada). Zu dieser zählen auch die 10 in der untenstehenden Tabelle aufgelistetenen Dörfer, bis dahin bildete es zusammen mit den Dörfern Fedoriwka, Hranitne und Oleksijiwka die gleichnamige Landratsgemeinde Wyry (Вирівська сільська рада/Wyriwska silska rada) im Osten des Rajons Sarny.
Folgende Orte sind neben dem Hauptort Wyry Teil der Gemeinde:
| Name                     | Name               | Name                                        | Name                    | Name |
| ukrainisch transkribiert | ukrainisch         | russisch                                    | polnisch                |      |
| ------------------------ | ------------------ | ------------------------------------------- | ----------------------- | ---- |
| Dubnjaky                 | Дубняки            | Дубняки (Dubnjaki)                          |                         |      |
| Fedoriwka                | Федорівка          | Фёдоровка (Fjodorowka)                      | Teodorówka              |      |
| Hranitne                 | Гранітне           | Гранитное (Granitnoje)                      | -                       |      |
| Jasnohirka               | Ясногірка          | Ясногорка (Jasnogorka)                      | Jasnogórka              |      |
| Kamjane-Slutschanske     | Кам'яне-Случанське | Каменно-Случанское (Kamenno-Slutschanskoje) | Kamienne                |      |
| Oleksijiwka              | Олексіївка         | Алексеевка (Alexejewka)                     | Oleksówka, Aleksiejówka |      |
| Sariwja                  | Зарів'я            | Заровье (Saworje)                           | -                       |      |
| Selyschtsche             | Селище             | Селище (Selischtsche)                       | Siedliszcz Małe         |      |
| Tschabel                 | Чабель             | Чабель                                      | Czabel                  |      |
| Tschudel                 | Чудель             | Чудель                                      | Czudel                  |      |